# Medievalització
La medievalització és el procés que es produí després de la caiguda de l'Imperi Romà i que suposà l'adquisició de molts dels trets característics del món medieval.
Es pot parlar d'una medievalització de les institucions, de l'economia, del paisatge (Història del paisatge), de la societat, de la cultura, etc.
Dos elements molt característics d'aquest procés foren l'abandonament de les villae de tradició romana i l'aparició d'un poblament semiconcentrat, típicament medieval, o la substitució de la ceràmica d'exportació per una terrissa negrosa de procedència local.
Aquest canvi, també afectà l'economia (amb un fort increment de la ramaderia, tal com han demostrat les anàlisis pol·líniques), així com les característiques de la societat (amb fugides dels esclaus).